# Abuta aristeguietae
Abuta aristeguietae là một loài thực vật có hoa trong họ Biển bức cát. Loài này được Kurkoff & Barneby mô tả khoa học đầu tiên năm 1970.